# Gautham Karthik
Gautham Karthik (12 de septiembre de 1989) es un actor indio de la industria cinematográfica en idioma tamil. Debutó como actor en la película Kadal de Mani Ratnam (2013).

## Primeros años y antecedentes
Gautham Karthik es hijo del actor Karthik y su primera esposa, la actriz Ragini. Es nieto del actor R. Muthuraman. Creció en Udhagamandalam y se graduó de la Universidad de Christ, Bangalore. Gautham se conectó con la industria cinematográfica tras el acercamiento del cineasta Mani Ratnam. Tiene una licenciatura en Psicología, Inglés y Medios. En la universidad actuó como guitarrista y vocalista en la banda Dead End Street. Actualmente está en una relación con la actriz Manjima Mohan desde el 2019.